# Mathieu Dupé
Mathieu Dupé, né le 20 juin 2004 à Urt ou Bayonne, est un coureur cycliste français.

## Biographie
Mathieu Dupé pratique le cyclisme depuis les rangs minimes,. Il est formé à l'Urt Vélo 64, au Pays basque. Durant la pandémie de Covid-19, il arrête le vélo et songe à mettre un terme définitif à sa carrière cycliste. Il finit toutefois par revenir sur sa décision.
En 2022, il est retenu en équipe de France juniors pour disputer le Tour de l'Abitibi, une manche de la Coupe des Nations Juniors. Pour sa première expérience internationale, il termine deuxième du classement général, tout en ayant remporté une étape ainsi que le classement par points. Il devient également double champion de France junior sur piste, dans la poursuite individuelle et le scratch.
En 2023, il réalise ses débuts dans la catégorie des espoirs. Bon sprinteur, il remporte le Circuit de la Chalosse ainsi qu'une étape du Tour du Loiret. Il s'impose par ailleurs sur le Zumaiako Saria, une course du calendrier amateur basque. Sur piste, il se classe quatrième du championnat de France de poursuite chez les élites. Mathieu Dupé quitte ensuite son club formateur pour intégrer l'OCF Team Legend Wheels en 2024. Toujours actif sur piste, il est sélectionné en équipe de France pour participer à une manche de la Coupe des Nations, en poursuite par équipes. Il finit aussi dixième du championnat de France du contre-la-montre espoirs.

## Palmarès sur route
- 2022
  - 4e étape du Tour de l'Abitibi
  - 2e du Tour de l'Abitibi
- 2023
  - Zumaiako Saria
  - Circuit de la Chalosse
  - 4e étape du Tour du Loiret
- 2025
  - 1re étape du Tour du Pays de Lesneven
  - 2e du Tour du Pays de Lesneven
  - 3e des Boucles de l'Essor
  - 3e du Tour du Cher

## Palmarès sur piste

### Championnats nationaux
- Hyères 2022
  -  Champion de France de poursuite juniors
  -  Champion de France du scratch juniors
  - 2e du championnat de France de poursuite par équipes juniors
  - 2e du championnat de France de course aux points juniors
- Saint-Quentin-en-Yvelines 2024
  - 3e du championnat de France de poursuite par équipes

- Loudéac 2025
  - 2e du championnat de France de l'américaine